# ファー・ロッカウェイ-モット・アベニュー駅
ファー・ロッカウェイ-モット・アベニュー駅（Far Rockaway–Mott Avenue）は、ニューヨーク市地下鉄INDロッカウェイ線の東側終端駅である。 終日A系統が発着し、ニューヨーク市地下鉄の駅としては最東端にある。2014年にはロッカウェイ半島で最も繁忙な駅であった。元はロングアイランド鉄道の地上駅として1869年に開業し、現在のニューヨーク市地下鉄の高架駅としては1958年1月16日に営業を開始した。

## 歴史
ロングアイランド鉄道ファー・ロッカウェイ支線は、元々は現在も存在する路線の一部で、ロッカウェイ半島を通った後ジャマイカ湾を高架橋で渡ってクイーン区に入り、ロッカウェイ・ビーチ支線に接続されていた。ファー・ロッカウェイ駅は元々サウス・サイド・レイルロード・オブ・ロングアイランドにより建設され、1869年6月29日に開業した。その後、最初の駅舎は貨物駅に転用され、二代目の駅舎がオーシャン・ポイント駅（別名 シダーハースト駅）から移築・改装されて1881年10月1日に開業した。さらに1890年7月15日には三代目駅舎が開業し、二代目駅舎は1890年10月に売却されて私有地に移築された。
地上駅には大きな広場と停留所が設けられ、乗り合い馬車やタクシー、路面電車が運行された。
当駅は1897年から1926年9月2日までオーシャン・エレクトリック・レイルウェイの終点で、同社の本社も兼ねていた。また、ロングアイランド・エレクトリック・レイルウェイの路面電車が当駅からニューヨーク・アベニュー（現在のガイ・R・ブリュワー・ブールバード）経由でジャマイカ地区まで運行していた。路面電車が1933年11月に廃止になると、グリーン・バス・ラインズとジャマイカ・バスが運行されるようになった。路面電車のルートはジャマイカ・バスのルートBとなり、これは現在のQ113系統およびQ114系統に引き継がれている。
ロングアイランド鉄道の立体交差化プロジェクトの一環で、地上駅は1942年4月10日の昼に閉鎖され、新しいコンクリート橋上駅舎が開業した。
度重なる火災とメンテナンスの問題、特に1950年5月のローント駅-ブロード・チャンネル駅間火災により、ロングアイランド鉄道はロッカウェイ・ビーチ支線とファー・ロッカウェイ支線のクイーンズ区部分を廃止することを決断した。
ニューヨーク市は1955年10月3日にモット・アベニュー以西の区間を買収してINDロッカウェイ線の一部とし、1956年6月にはロッカウェイ・パークに向かう西側の区間でA系統の運転を始めた。
残りの部分は、1958年1月16日に地下鉄のファー・ロッカウェイ駅が開業するまでビーチ25丁目-ウェイブクレスト駅を東端として運転された。
ロングアイランド鉄道の高架駅とモット・アベニューの北東側にあったバスターミナルはショッピング・センターと駐車場になり、ロングアイランド鉄道ファー・ロッカウェイ駅は元の位置からは2ブロック、地下鉄駅からは3ブロック先のネームオーク・ストリートに移転の上、ファーロッカウェイ支線の終端駅として1958年2月21日に開業した。
2009年から2012年にかけて駅の改築工事が行われ、1950年代風デザインの駅舎は金属製のファサードとドームを備えたものに建て替えられ、階段や従業員詰所などが改善された。障害を持つアメリカ人法に準拠するため、駅舎とホームの間にエレベーターが新設され、ホーム端には黄色の警戒帯が設けられた。MTAアート・フォー・トランジットの一環で、Respite と題したガラス作品が展示された。この改築工事には1億1700万ドルが投じられ、改築後の駅舎は2012年5月11日にお披露目された。

## 供用年数
ファー・ロッカウェイ駅は現在ニューヨーク市地下鉄で営業中の駅の中でも最古の駅であり、155年前の1869年7月29日にロングアイランド鉄道の駅として開業した。一方、最初から都市高速鉄道の駅として建設された駅としては1885年5月13日に開業したBMTジャマイカ線のゲイツ・アベニュー駅が最古であり、139年に渡って営業している。ファー・ロッカウェイ駅はロングアイランド鉄道の車両限界に基づいて建てられていたが、輸送能力の関係から地下鉄の車両限界に改められたのは67年前のことである。このため、ファー・ロッカウェイ駅はニューヨーク市地下鉄で15番目に新しい駅でもある（これより新しい駅は、古いものから順にグランド・ストリート駅 (IND6番街線)（1967年）、ハーレム-148丁目駅と57丁目駅 (IND6番街線)（1968年）、アーチャー・アベニュー線の3駅（1988年）、IND63丁目線の3駅（2001年）、サウス・フェリー駅（2009年）、34丁目-ハドソン・ヤード駅（2015年）、そして2017年開業のIND2番街線の3駅である）。

## 駅構造
| P ホーム階 | 北行線                                     | ← インウッド-207丁目駅方面（ビーチ25丁目駅）                                                 |
| P ホーム階 | 島式ホーム、到着番線に応じた側のドアが開く |                                                                                              |
| P ホーム階 | 北行線                                     | ← インウッド-207丁目駅方面（ビーチ25丁目駅）                                                 |
| G          | 地上階                                     | 出入口                                                                                       |
| G          | 駅建屋                                     | ロビー、駅員詰所、改札 (モット・アベニュー-ビーチ22丁目交差点北東に通じる駅舎にエレベーター) |

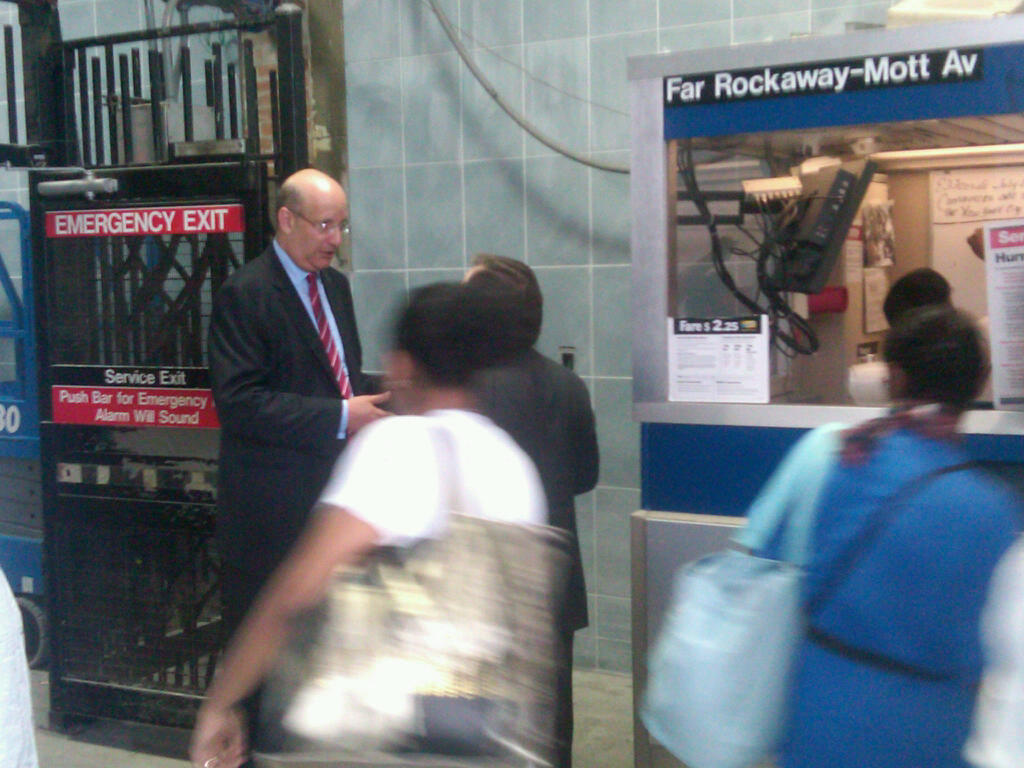
ハリケーン・アイリーンの被災者を見舞うジェイ・ワルダー MTA元会長

ファー・ロッカウェイ-モット・アベニュー駅はロッカウェイ線の東端にあたり、コンクリート製高架橋の上に設けられた島式ホーム1面2線の駅である。線路はホームの北東端（路線図上は南）を少し超えたところにある車止めで終わっている。ホーム端のドアから階段を下ると地上階の改札に出る。運転指令所と乗務員詰所はホーム南西端にある。駅舎にはホーム階と行き来できるエレベーターが2基と階段が何か所か設けられている。
現在はロングアイランド鉄道ファー・ロッカウェイ駅との間の連絡線は撤去されており、乗り換えには3ブロック歩かなければならない。